# Вурос, Иоаннис

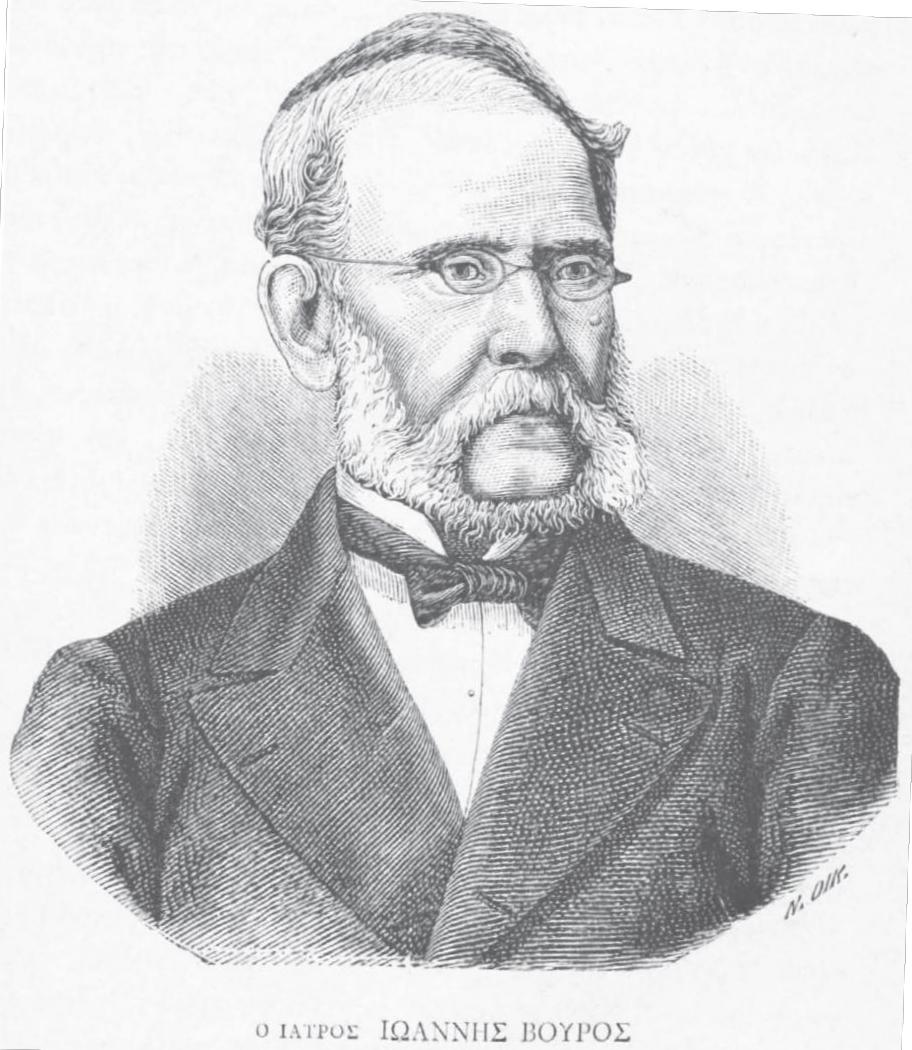

Иоаннис Вурос (греч. Ιωάννης Βούρος; 1808, Хиос — 28 января 1885, Афины) — преподаватель университета и врач. Один из основателей современной медицины в Греции.

## Биография

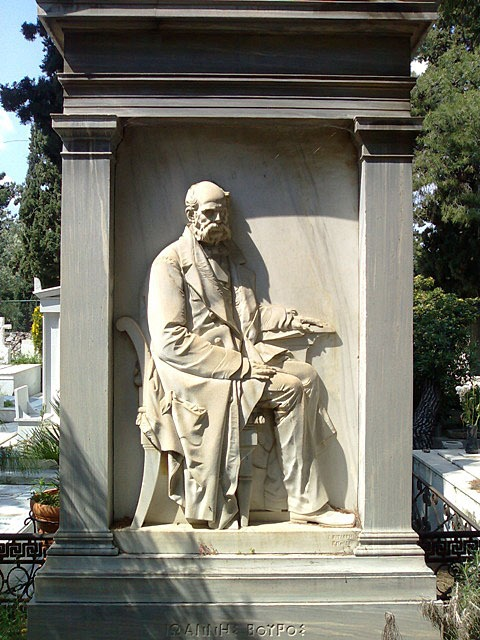
Надгробный памятник И.Вуроса. Работа скульптора Иоанниса Вицариса.

Родился на Хиосе в 1808 году. Учился в Вене, а затем продолжил учебу в Галле и Париже. В Париже Вурос познакомился и дружил с великим греческим просветителем Адамантиосом Кораисом, хиосцем по происхождению.
После освобождения Греции от турецкого ига, был назначен в 1837 году первым преподавателем только что созданного Национального университета имени Каподистрии.
Вурос преподавал в университете вплоть до 1848 года.
Был председателем медицинского совета, главным врачом и советником короля Оттона.
После изгнания короля Оттона переехал в Константинополь и работал врачом, но потерял после пожара всё своё состояние и вернулся в Грецию.

## Труды
Вурос написал много книг, одна из них «О холере». Медицинское законодательство нового Греческого государства — плод труда Вуроса. Фармацевтический реестр был составлен Вуросом вместе с профессором химии Ксавье Лантерером и директором королевской аптеки Иозефом Сарториусом.